# クラウディア・リョサ
クラウディア・リョサ・ブエノ（Claudia Llosa Bueno, 1976年11月15日 - ）は、ペルー・リマ出身の映画監督・脚本家。伯父はノーベル賞作家のマリオ・バルガス・リョサと映画監督のルイス・リョサ。

## 来歴
ニュートン・カレッジを卒業後、リマ大学でコミュニケーション学を専攻。1990年代後半にスペイン・マドリードに移住し、3年間映画製作を学ぶ。その後、バルセロナで広告業に携わる。
2006年、初の長編監督作『Madeinusa』を発表。ロッテルダム国際映画祭で国際映画批評家連盟賞、マール・デル・プラタ国際映画祭で最優秀ラテン・アメリカ映画賞を受賞ほか、サンダンス映画祭など8つの映画祭で上映され、10個の賞を受賞した。2009年に製作した長編2作目の『悲しみのミルク』は第59回ベルリン国際映画祭で金熊賞と国際映画批評家連盟賞を受賞。第82回アカデミー賞の外国語映画賞にもノミネートされた。リョサの前作に引き続き主演を務めたマガリ・ソリエルも多数の賞を受賞した。
2014年、ジェニファー・コネリー、メラニー・ロラン、キリアン・マーフィーらを起用し、モンタナ州やカナダで撮影した初の英語作品『Aloft』を発表。第64回ベルリン国際映画祭のコンペティション部門で上映された。

## 監督作品
- Madeinusa （2006年）
- 悲しみのミルク La teta asustada （2009年）
- Aloft （2014年）
- インベージョン Invasion (2023年)